# 33457 Cutillo
33457 Cutillo este o planetă minoră (asteroid), cu un diametru de 3,002 km, din centura de asteroizi. A fost descoperită pe 19 martie 1999 la Experimental Test Site⁠(d) de Lincoln Near-Earth Asteroid Research. 
Obiectul prezintă o orbită caracterizată de o semiaxă mare de 2,2342539 UAi, o excentricitate de 0,16, o înclinație de 4,44039 ° în raport cu ecliptica.